# Системный интегратор
Системный интегратор (англ. Systems integrator) — человек или компания-подрядчик, которые специализируются на объединении отдельных подсистем в единое целое. Также они решают задачи автоматизации.
Понятие используется в отрасли информационных технологий, в оборонной промышленности, массовых коммуникациях, а также при интеграции корпоративных систем, управлении бизнес-процессами и в рамках работы отдельных программистов.

## Определение
Согласно глоссарию компании Gartner работа системного интегратора заключается в наведении порядка в системах, поставляемых разрозненными поставщиками. В частности, компании — системные интеграторы занимаются: внедрением, планированием, координацией, составлением графиков, тестированием, улучшением, обслуживанием информационных систем.
Спенсер Смит и Джон Мур указывают, что системные интеграторы и  реселлеры с добавленной стоимостью (Value Added Reseller) являются частично совпадающими категориями, различие между которыми заключается в ориентации системных интеграторов на работу с большими корпорациями (крупные ИТ-системы), а реселлеров с добавленной стоимостью — на малый и средний бизнес (небольшие ИТ-системы).